# Bidens cernua
Espèce
Classification phylogénétique
Statut de conservation UICN

 LC  : Préoccupation mineure
Bidens cernua, le bident penché, est une espèce de plantes à fleurs de la famille des Asteraceae.

## Description
C'est une plante herbacée annuelle dressée, rameuse, atteignant 75 cm. Les feuilles sont sessiles, opposées, simples, dentées, se terminant en pointe. Les capitules sont solitaires, de 15 à 20 mm de diamètre, penchés à maturité. Les fruits sont des akènes terminés par 4 arêtes.

## Habitat
On trouve l'espèce au bord des eaux calmes.

## Répartition
C'est une espèce trouvée en Europe. Elle est répandue en France sauf dans le Midi.

## Statut de protection
En Suisse, l'espèce figure sur le liste rouge des plantes.